# Robert Reich
Pour les articles homonymes, voir Reich (homonymie).
Robert Reich, né le 24 juin 1946 à Scranton (Pennsylvanie), est un universitaire et homme politique américain, professeur à l'université de Berkeley.
Membre de l'aile gauche du Parti démocrate, il a été secrétaire au Travail entre 1993 et 1997 dans l'administration du président Bill Clinton. Il fut aussi membre du conseil consultatif pour la transition économique du président Barack Obama. Dans sa carrière, il a entre autres œuvré pour la hausse du salaire minimum, pour l’aide à l’éducation des travailleurs et des classes sociales moyennes ou défavorisées, pour la hausse d'impôt des 5% les plus nantis, contre l’embauche de scabs pendant les grèves (strike replacements), etc. 

## Biographie

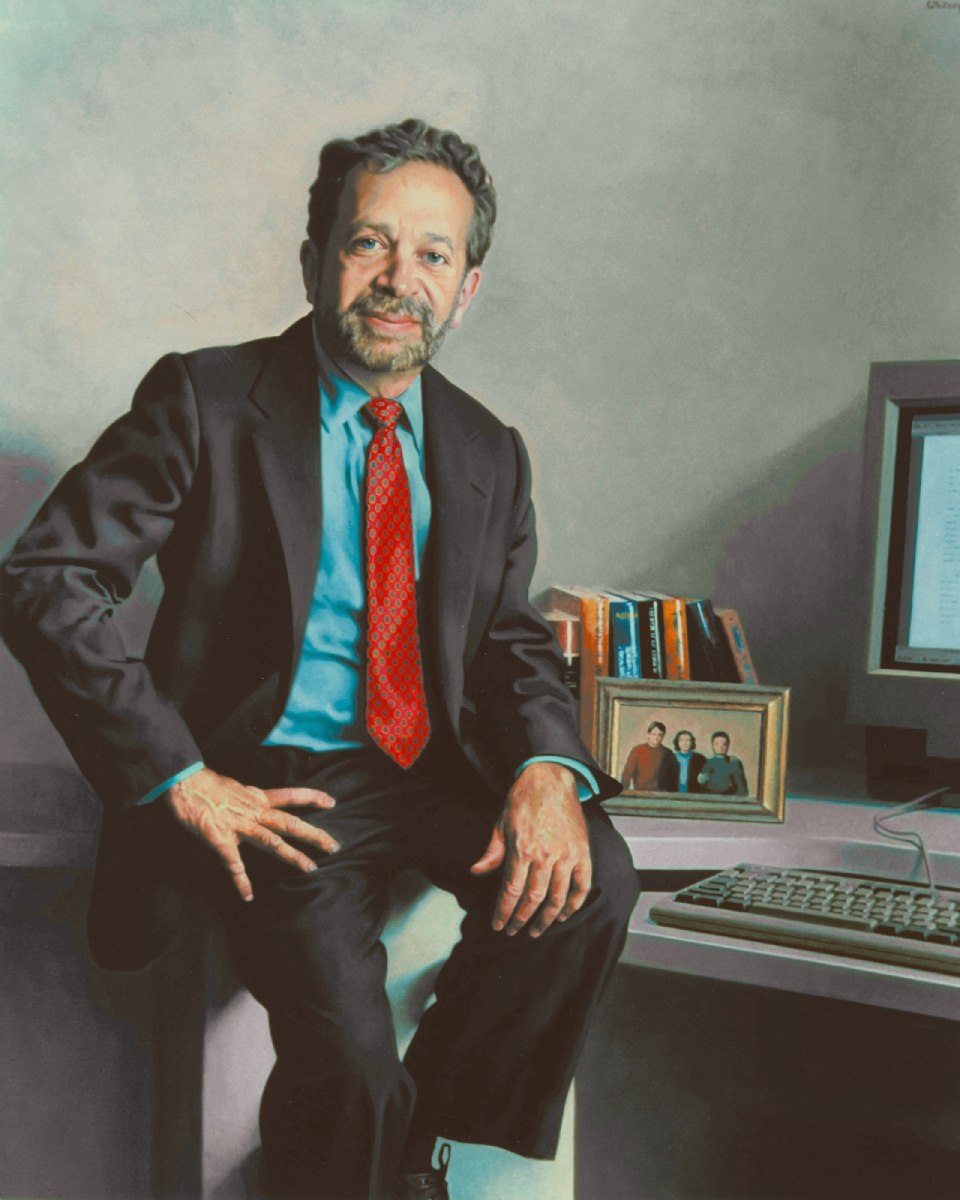
Portrait officiel de Robert Reich au département du Travail.

Robert Reich est diplômé de l'université Yale et de l'université d'Oxford. Il a été professeur de l'université Harvard.
Professeur à l'université de Berkeley, à la Goldman School of Public Policy, il intervient occasionnellement comme commentateur politique, notamment dans l'émission Hardball with Chris Matthews. Il publie régulièrement des capsules vidéos d'analyse poltique sur youtube (par exemple) et sur sa page Facebook.

## Ouvrages

### En anglais
- 1982 : Minding America's Business: The Decline and Rise of the American Economy (with Ira Magaziner)  (ISBN 0-394-71538-1)
- 1983 : The Next American Frontier  (ISBN 0-8129-1067-2)
- 1985 : New Deals: The Chrysler Revival and the American System (with John Donahue)  (ISBN 0-14-008983-7)
- 1987 : Tales of a New America: The Anxious Liberal's Guide to the Future  (ISBN 0-394-75706-8)
- 1988 : The Power of Public Ideas (editor)  (ISBN 0-674-69590-9)
- 1989 : The Resurgent Liberal: And Other Unfashionable Prophecies  (ISBN 0-8129-1833-9)
- 1990 : Public Management in a Democratic Society  (ISBN 0-13-738881-0)
- 1991 : The Work of Nations: Preparing Ourselves for 21st Century Capitalism  (ISBN 0-679-73615-8)
probably his most important work, it has been translated into at least 22 languages
- 1997 : Locked in the Cabinet  (ISBN 0-375-70061-7)
- 2000 : The Future of Success: Working and Living in the New Economy  (ISBN 0-375-72512-1)
- 2002 : I'll Be Short: Essentials for a Decent Working Society  (ISBN 0-8070-4340-0)
- 2004 : Reason: Why Liberals Will Win the Battle for America  (ISBN 1-4000-7660-9)
- 2007 : Supercapitalism: The Transformation of Business, Democracy, and Everyday Life  (ISBN 0-307-26561-7)
- 2010 : Aftershock: The Next Economy and America's Future  (ISBN 978-0-307-59281-1)
- 2012 : Beyond Outrage: What has gone wrong with our economy and our democracy and how to fix it  (ISBN 978-0345804372)
- 2015 : Saving Capitalism: For the Many, Not the Few  (ISBN 978-0385350570)

### En français
- L'économie mondialisée [« The Work of Nations: Preparing Ourselves for 21st Century Capitalism »], Dunod, 1993 (ISBN 978-2-10-001687-7)
- Futur parfait : Progrès technique, défis sociaux [« The Future of Success: Working and Living in the New Economy »], Village Mondial, 2001, 240 p. (ISBN 978-2-84211-124-3)
- Supercapitalisme : Le choc entre le système économique émergent et la démocratie [« Supercapitalism: The Transformation of Business »] (trad. de l'anglais), Paris, Vuibert, 2008, 288 p. (ISBN 978-2-7117-4338-4)
- Le jour d'après... : Sans réduction des inégalités, pas de sortie de crise ! [« Aftershock: The Next Economy and America's Future »] (trad. de l'anglais), Paris, Vuibert, 2011, 208 p. (ISBN 978-2-311-00433-5)

## Source
- (en) Cet article est partiellement ou en totalité issu de l’article de Wikipédia en anglais intitulé « Robert Reich » (voir la liste des auteurs).